# Жалейка
Жалѐйката е руски народен дървен духов музикален инструмент, снабден с единично тръстиково езиче. Познат е в две разновидности: единична и двойна (двуствола). В някои области на Русия и Украйна този инструмент е познат с наименованието брьолка (от бредина — диалектно име за върба, която служи за материал за направата му). Известен е и под наименованията жаломейка, сопель (сопелка), пищалка, флетня, дуда.
Звукоформирането става с помощта на 3-7 пръстови дупки. Инструментът наподобява ловджийски рог и има обща дължина от 14 до 20 cm, като завършва с разширение, което е направено от брезова кора или част от животински рог. Тонът на жалейката е пронизителен и гъгнещ.
В руския език думата „жалейка“ се споменава за първи път в края на 18 век. Произходът ѝ не е установен, но някои изследователи я свързват с т.нар. жели или жаления — обреди, на които се е свирело на подобен инструмент.